# Edwards Plateau

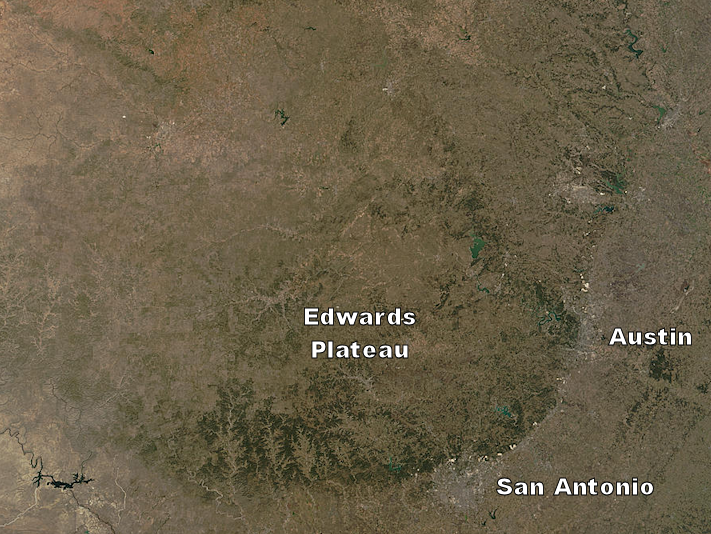
Aufnahme des Plateaus vom NASA-Satelliten Terra

Das Edwards Plateau ist ein Gebiet im Westen von Zentral-Texas, das durch die Balcones Fault im Süden und Osten, den Llano Uplift und die Ebenen im Norden sowie den Pecos River im Westen begrenzt ist.
Das Edwards-Plateau besteht überwiegend aus Kalkstein und weist Höhenlagen von 30 Meter bis 1000 Meter über N.N. Auf. Das Plateau weist nahezu keine Erdschicht auf, die es für landwirtschaftlichen Anbau profitabel macht. Es wird daher überwiegend als Weideland genutzt. Mehrere Flüsse durchqueren dieses Plateau, deren Flussrichtung überwiegend südlich und östlich in Richtung des Golfs von Mexiko ist.
Das Edwards Plateau bietet Lebensraum für eine Reihe spezifischer Tierarten. Dazu zählt die seltene, auf diese Region begrenzte Texas-Höckerschildkröte, die Östliche Schwarznacken-Strumpfbandnatter und der Perlcichlide, ein Süßwasserfisch. Auf dem Plateau leben mehrere tausend Hirschziegenantilopen (Antilope cervicapra), eine aus Indien stammende Antilopenart, die hier vom Menschen eingeführt wurde. Yucca thompsoniana, eine Art der Palmlilien, ist ebenfalls hier heimisch.